# Eduardo Blasco Ferrer
Pour les articles homonymes, voir Blasco.
Eduardo Blasco Ferrer né à Barcelone en 1956 et mort à Ota (Corse-du-Sud) le 10 janvier 2017,est un  linguiste hispano-italien et professeur à l'Université de Cagliari, en Sardaigne. Il est surtout connu comme l'auteur de plusieurs études sur le paléo-sarde et la langue sarde. Il est né à Barcelone et mort à Bastia d'un arrêt cardiaque.

## Publications
- (it) Grammatica storica del catalano e dei suoi dialetti con speciale riguardo all'algherese. Tübingen: G. Narr, 1984.
- (it) La lingua sarda contemporanea: grammatica del logudorese e del campidanese : norma e varietà dell'uso : sintesi storica. Cagliari : Della Torre, 1986.
- (it) Storia linguistica della Sardegna. Tübingen : Niemeyer, 1984.
- (it) Le parlate dell'alta Ogliastra: analisi dialettologica : saggio di storia linguistica e culturale. Cagliari : Edizioni Della Torre, 1988.
- (it) Ello, ellus: grammatica sarda. Nuoro : Poliedro, c1994.
- (it) La lingua nel tempo: variazione e cambiamento dans latino, italiano e sardo. Cagliari : CUEC, 1995.
- (it) Breve corso di linguistica italiana: con facsimili, edizione e commento d'un testo siècle ad uso di seminari ed esercitazioni. Cagliari : CUEC, 1996.
- (it) Pro domo: grammatica essenziale della lingua sarda. Cagliari : Condaghes, 1998.
- (it) Italiano e tedesco: un confronto linguistico. Torino : Paravia scriptorium, c1999.
- (it) Italiano, sardo e lingue moderne a scuola. Milano , F. Angeli, 2003.
- (it) Storia della lingua sarda. Cagliari : CUEC, 2009.
- (it) Paleosardo. Le radici linguistiche della Sardegna neolitica.  Berlin : De Gruyter, 2010.  (ISBN 978-3-11-023560-9)